# Ле Турнье, Матиас
Матиас ле Турнье (фр. Mathias Le Turnier); (род. 14 марта 1995, Audenge) — французский профессиональный шоссейный велогонщик, выступающий за команду мирового тура «Cofidis».

## Достижения
2013
3-й Чемпионат Франции — Групповая гонка (юниоры)
2015
2-й Route d'or du Poitou
2016
2-й Ronde de l'Isard — Генеральная классификация
2-й Тур Жиронды — Генеральная классификация
2018
1-й  Тур Прованса  — Молодёжная классификация
2019
10-й Тур дю От-Вар — Генеральная классификация
1-й  — Молодёжная классификация
10-й Тур Венгрии — Генеральная классификация

## Статистика выступлений

### Гранд-туры
| Гранд-тур       | 2018 |
| --------------- | ---- |
| Джиро д’Италия  | —    |
| Тур де Франс    | —    |
| Вуэльта Испании | 110  |

| —  | Не участвовал  |
| НФ | Не финишировал |